# Bizerte-crisis
De Bizerte-crisis was een militair conflict tussen Tunesië en Frankrijk in de Tunesische kuststad Bizerte dat plaatsvond van 19 juli tot 23 juli 1961.

## Geschiedenis
Nadat Tunesië in 1956 onafhankelijk werd van de Franse overheersing, bleven Bizerte en de Tunesische marinebasis onder Franse controle. Strategisch gezien was het een belangrijk gebied voor Frankrijk tijdens de Algerijnse oorlog (1954-1962). Frankrijk had beloofd te onderhandelen over de toekomst van de basis, maar had de basis tot dan toe niet opgegeven.
Tunesische troepen omsingelden en sloten de marinebasis in 1961 om de Fransen te dwingen het land voorgoed te verlaten. Ze waarschuwden Frankrijk ook voor het schenden van het Tunesische luchtruim. De Fransen trotseerden het verbod door een helikopter ter plaatse te sturen. Op 23 juli bezetten Franse troepen de hele stad. De strijdmacht, die voornamelijk bestond uit het Tunesische leger en ongeschoolde burgers, verloor volgens de Tunesische Rode Halve Maan 5.000 levens, terwijl de Tunesische historicus Mohamed Lazhar Gharbi het aantal op 4.000 schatte. De officiële pers van Tunesië meldde 630 doden en 1.555 gewonden.
Frankrijk verliet Biserta op 15 oktober 1963 na het einde van de Algerijnse oorlog.